# Martwa polska jesień
Martwa polska jesień – pierwszy album studyjny polskiego zespołu muzycznego Furia. Wydawnictwo ukazało się w kwietniu 2007 roku nakładem wytwórni muzycznej Death Solution Productions. Nagrania zostały zarejestrowane w 2006 roku w olsztyńskim Studio X we współpracy z Marcinem Kiełbaszewszkim i Szymonem Czechem. 6 lipca 2011 roku nakładem wytwórni muzycznej Pagan Records ukazało się wznowienie płyty.

## Lista utworów
Opracowano na podstawie materiału źródłowego.
| Nr | Tytuł utworu                      | Długość |
| -- | --------------------------------- | ------- |
| 1. | „Nade mną mgła”                   | 7:07    |
| 2. | „Dzień czarny, noc czarna”        | 8:45    |
| 3. | „Krew w kolorze bursztynu”        | 6:13    |
| 4. | „Ślepych dzień”                   | 7:22    |
| 5. | „Na ciele swym historię mą piszę” | 6:45    |
| 6. | „Idzie zima”                      | 7:28    |
|    |                                   | 43:40   |